# Palaeophileurus carbo
Palaeophileurus carbo är en skalbaggsart som beskrevs av Brett C.Ratcliffe 2002. Palaeophileurus carbo ingår i släktet Palaeophileurus och familjen Dynastidae. Inga underarter finns listade i Catalogue of Life.